# Imina
Imina (jap. 謚, いみな) je oblik posmrtnog imena u Japanu. 
Imina označuje osobno ime neke osobe koja više ne živi. Nakon smrti neke osobe koja je dobila posmrtno ime, (諡, okurina), stvarno ime te osobe od onda je bilo imina te osobe i nije ga se više upotrebljavalo. Umjesto toga služilo se njegovom okurinom. Imine su se često rabile za japanske careve. Prije cara Jomeija, carska imena su bila vrlo duga i nisu bila rabljena. Broj znakova u svakom imenu smanjio se poslije Jomeijevog carevanja.